# Cazadores-recolectores del Cáucaso
Los Cazadores-recolectores del Cáucaso (CHG, inglés Caucasus Hunter Gatherers), también llamados grupo de Satsurblia, es componente genético asociado a humanos anatómica modernos perteneciente a una línea genética, identificada por primera vez en un estudio de 2015, a partir del estudio de a genética de poblaciones de varias poblaciones modernas de Eurasia Occidental (Europa, Cáucaso y Próximo Oriente).
Este linaje arqueogenético representa una ancesctralidad o ascendencia maximizada en ciertos grupos de cazadores-recolectores del Paleolítico Superior y el Mesolítico en el Cáucaso. Estos grupos también están estrechamente relacionados con cazadores-recolectores del Mesolítico y agricultores del Neolítico en la Meseta Irania, quienes a veces se incluyen dentro del grupo CHG. La ascendencia relacionada con los agricultores neolíticos de CHG-Irán también se ha identificado más al este, incluyendo el Complejo Arqueológico Bactria-Margiana y la civilización Harappa/valle del Indo. Los cazadores-recolectores del Cáucaso y los cazadores-recolectores orientales (EHG) constituyen en proporciones aproximadamente iguales los pastores de la estepa occidental (WSH), quienes se expandieron ampliamente por Europa y Asia a partir del Calcolítico.

## Formación y desarrollo
Se sugiere que la línea genética de los CHGs divergió del ancestro de los cazadores-recolectores occidentales (WHG) probablemente durante el último máximo glacial (UMG) (entre aproximadamente 45 000 y 26 000 años atrás). Posteriormente, se separaron de los cazadores-recolectores de Anatolia (AHG) más tarde, hace unos 25 000 años atrás, durante el período tardío del último máximo glacial. Los cazadores-recolectores del Cáucaso lograron sobrevivir en aislamiento desde el período tardío del último máximo glacial como una población diferenciada y mostrando una alta afinidad genética con las poblaciones mesolíticas y neolíticas de la meseta irania, como los especímenes neolíticos encontrados en Ganj Dareh. Los CHGs muestran una afinidad genética mayor con los grupos europeos y anatolios en comparación con los cazadores-recolectores de Irán, lo que sugiere un posible gradiente y flujo genético hacia los CHGs y en menor medida hacia los grupos mesolíticos y neolíticos de Irán.
Lazaridis et al. (2016) modela a los CHGs como una mezcla de pueblos neolíticos de Irán, cazadores-recolectores occidentales y cazadores-recolectores orientales. Además, el grupo CHG se agrupa con los primeros agricultores de Irán, quienes, significativamente, no comparten alelos con los primeros agricultores del Levante.
Un modelo alternativo que no requiere de aportes significativos de ancestralidad euroasiática septentrional antigua (ANE) ha sido presentado por Vallini et al. (2024), sugiriendo que la población inicial, similar a los cazadores-recolectores de Irán y que es basal para los CHG, se formó principalmente a partir de una antigua línea procedente de Eurasia Occidental (‘WEC2’, c. 72%), con grados variables de componentes de la antigua Eurasia Oriental (c. 10%) y Eurasia Basal (c. 18%). Se infiere que el componente genético de la antigua Eurasia Occidental asociado con los cazadores-recolectores de Irán (WEC2) divergió de la línea principal de Eurasia Occidental (representada por Kostenki-14; WEC), permaneciendo el componente WEC2 en la región de la Meseta Irania, mientras que el componente WEC propiamente dicho se expandió hacia Europa.
Irving-Pease et al. (2024) modela a los CHGs como descendientes de una población de la salida de África que se dividió en europeos septentrionales basales y asiáticos occidentales, siendo este último grupo de donde surgieron los CHG.
Al comienzo del neolítico, alrededor del c. 8000 a. C., probablemente estaban distribuidos en el oeste de Irán y el Cáucaso, y personas similares a los cazadores-recolectores del norte del Cáucaso y de la meseta irania llegaron antes del 6000 a. C. a Pakistán y al noroeste de India. Una fusión aproximadamente equitativa entre los CHGs y los cazadores-recolectores orientales en la estepa póntico-caspiana dio lugar a la formación de los pastores de la estepa occidental (WSH). Los WSHs acabarían formando la cultura Yamna y, posteriormente, se expandieron masivamente por Europa durante el neolítico tardío y la Edad del Bronce temprana c. 3000—2000 a. C..
Inicialmente se afirmó que la similitud ancestral de los cazadores-recolectores del Cáucaso y de Irán, era más frecuente entre los cazadores-recolectores del Cáucaso meridional y en los primeros pastores/agricultores del noroeste de Irán, particularmente en los Zagros, de ahí la denominación "CHG-Irán".

### Investigaciones posteriores

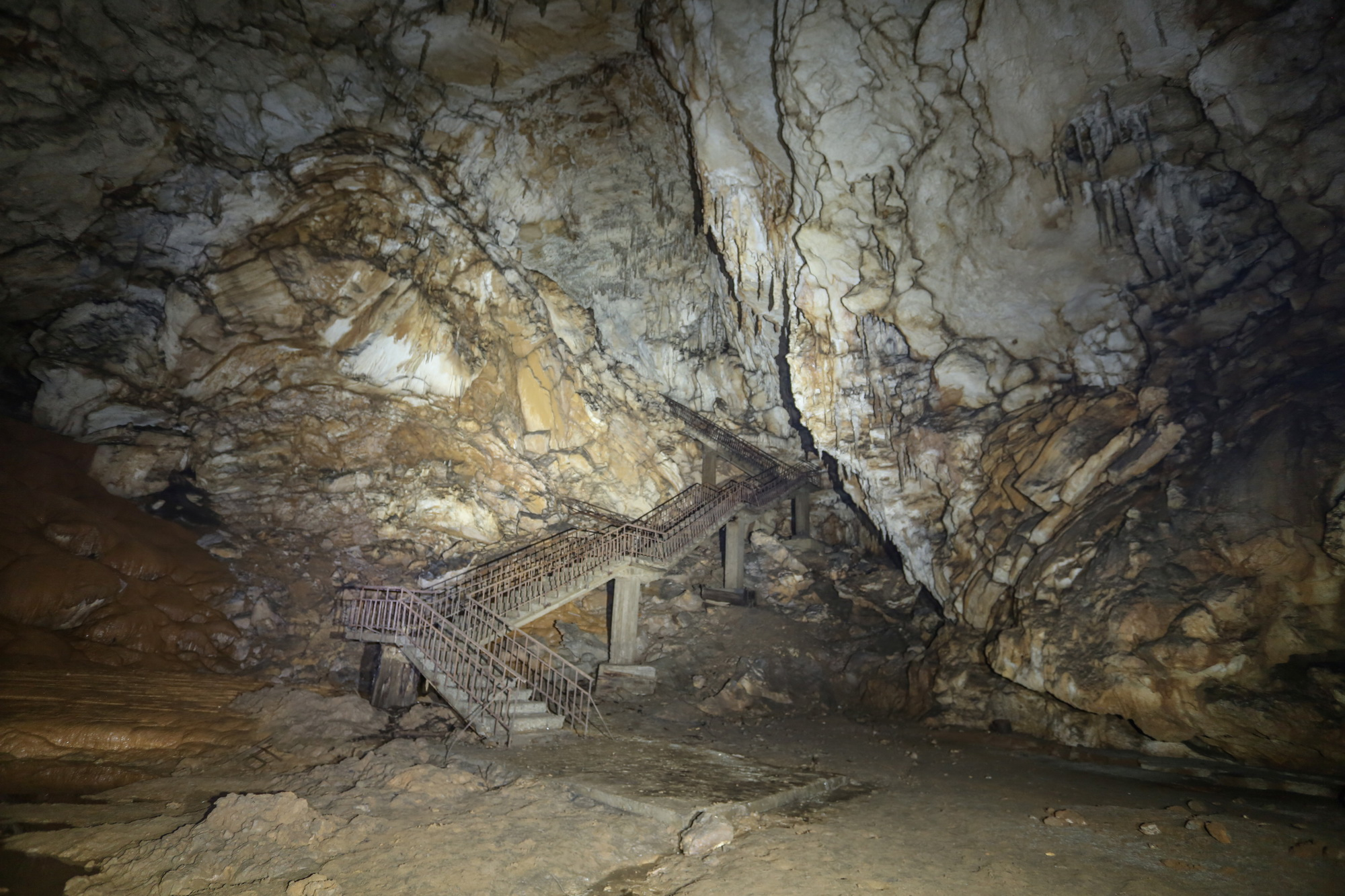
Uno de los cazadores del Cáucaso fue descubierto en la Cueva Satsurblia en Georgia.

Jones et al. (2015) analizaron los genomas de hombres de Georgia occidental, en el Cáucaso, del paleolítico superior Tardío (13 300 años de antigüedad) y del Mesolítico (9700 años de antigüedad). Estos dos individuos pertenecían a los haplogrupos del ADN del cromosoma Y: J* y J2a (refinados posteriormente a J1-FT34521 y J2-Y12379*), y a los haplogrupos mitocondriales K3 y H13c, respectivamente. Sus genomas mostraron que una mezcla continua de los caucásicos con poblaciones del Oriente Medio ocurrió hasta hace unos 25 000 años, cuando comenzó el período más frío de la última Edad de Hielo.
También se encontró ascendencia CHG en un espécimen del paleolítico superior de la cueva Satsurblia (datado alrededor de c. 11 000 a. C.) y en otro del mesolítico en la cueva Kotias Klde, en Georgia occidental (datado alrededor de c. 7700 a. C.). El individuo de Satsurblia muestra mayor afinidad genética con las poblaciones modernas del Cáucaso meridional.
En el estudio de Margaryan et al. (2017), al analizar ADN mitocondrial antiguo del sur del Cáucaso, se encuentra un rápido aumento de la población al final del último máximo glacial, hace unos 18 000 años. El mismo estudio identificó también una continuidad en la línea materna durante 8000 años.
Según el estudio Narasimhan et al. (2019), los individuos relacionados con los agricultores de Irán habrían llegado antes del 6000 a. C. a Pakistán y al noroeste de India, antes de la aparición de la agricultura en el norte de India. Los autores del estudio afirman que esta "ascendencia relacionada con agricultores de Irán [...] también era característica de los cazadores-recolectores del norte del Cáucaso y de la meseta irania".

## Proto-Indoeuropeos

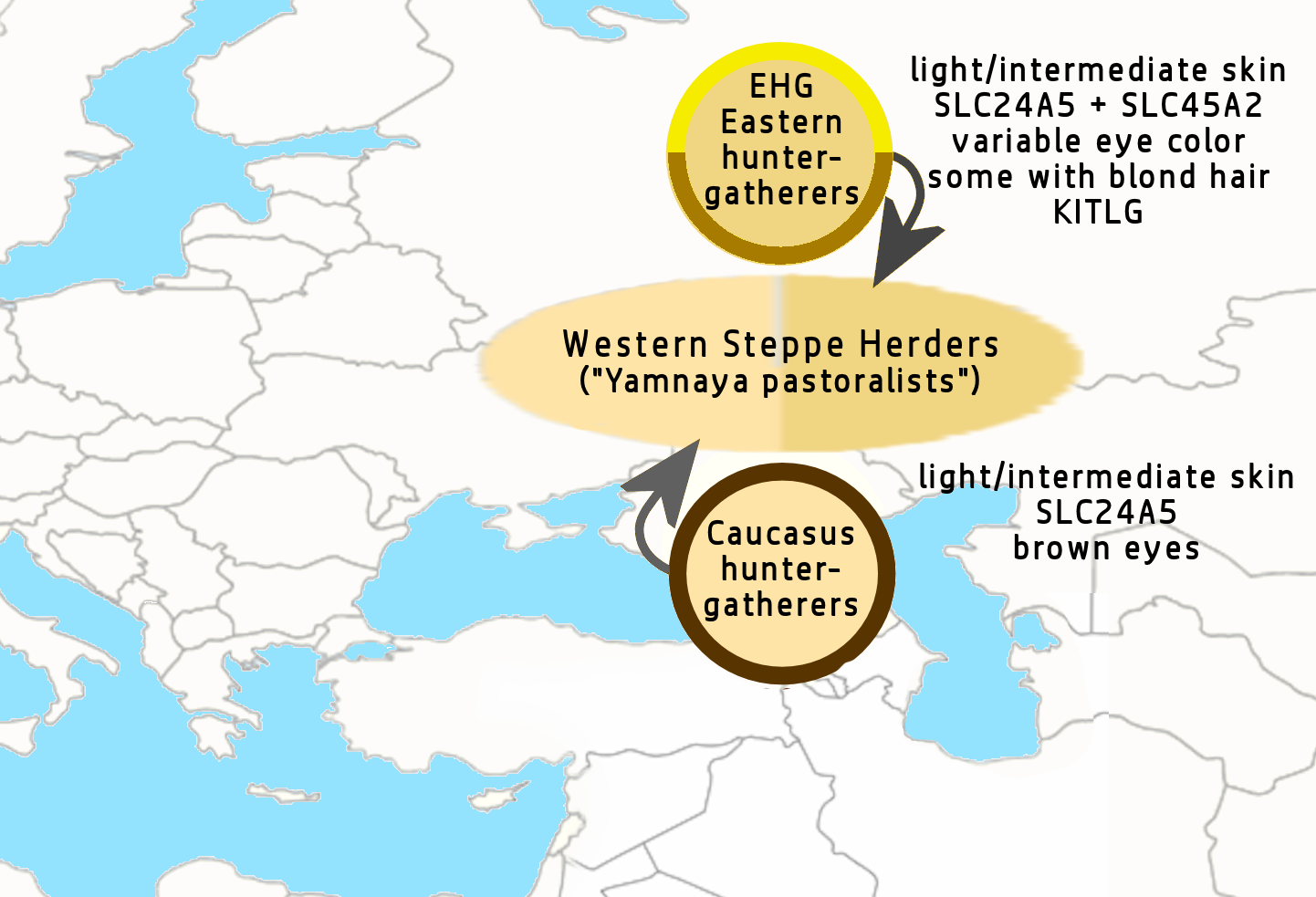
Principales ascendencias genéticas de los pastores de la estepa occidental (pastores yamnaya): una confluencia de cazadores-recolectores orientales (EHG) y cazadores-recolectores del Cáucaso (CHG).

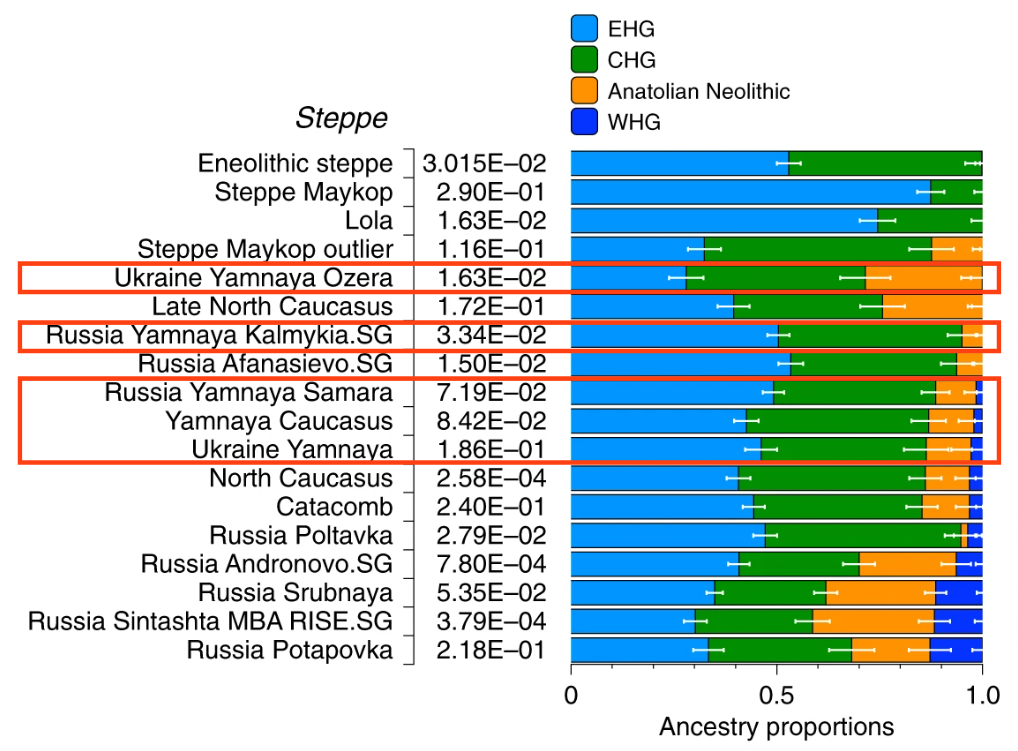
Proporciones de mezcla de las poblaciones Yamnaya: combinación de Cazadores-recolectores orientales (EHG) y Cazadores-recolectores del Cáucaso (CHG), con pequeñas proporciones de agricultores de Anatolia (Neolítico anatolio) y de cazadores-recolectores occidentales (WHG).

Durante el neolítico y el eneolítico tempranos, probablemente durante el IV milenio a. C., los cazadores-recolectores del Cáucaso (CHG) se mezclaron con cazadores-recolectores orientales (EHG) en la estepa póntico-caspiana, formando una población resultante que era casi mitad de origen EHG y mitad de origen CHG, dando lugar al grupo genético conocido como pastores de la estepa occidental (WSH). Para David W. Anthony, la ascendencia CHG en la cultura Yamna sería superior al 50%. Además de una abrumadora ascendencia WSH, los yamnaya también presentan mezcla adicional menor de agricultores de Anatolia y el Levante, así como de los cazadores-recolectores occidentales (WHG).
Según el coautor Andrea Manica de la Universidad de Cambridge:

La cuestión del origen de los Yamnaya ha sido un misterio hasta ahora […] Ahora podemos responder a esto, ya que hemos descubierto que su composición genética es una mezcla de cazadores-recolectores de Europa oriental y de una población de estos cazadores-recolectores del Cáucaso que sobrevivieron gran parte de la última Edad de Hielo en aparente aislamiento.

Algunos estudiosos sostienen que el idioma proto-indoeuropeo (pIE) más antiguo (a veces llamado indo-anatolio) puede haber surgido entre una población mayoritariamente de origen CHG en Asia Occidental, basándose en la ausencia de ascendencia EHG en los probables hablantes de lenguas anatolias. Otros, como Anthony, sugieren que el pIE fue hablado por los EHG que habitaban Europa oriental.
Según Jones et al. (2015), los cazadores-recolectores del Cáucaso (CHG) "contribuyeron significativamente a los genomas de los pastores yamnayas que migraron a Europa hacia ~3000 a.C., apoyando una influencia formativa del Cáucaso en esta importante cultura de la Edad del Bronce temprana. Los CHG dejaron su impronta en las poblaciones modernas del Cáucaso y también en Asia Central y Asia meridional, posiblemente correlacionándose con la llegada de las lenguas indoarias." Por ejemplo, entre el 50 y 70 % de la ascendencia armenia se deriva de CHG, persiste desde tiempos neolíticos hasta el presente. Wang et al. (2018) analizaron datos genéticos del norte del Cáucaso en fósiles datados entre el IV y el I milenios a. C. y encontraron correlaciones con grupos modernos del Cáucaso meridional, concluyendo que "a diferencia de hoy, el Cáucaso actuaba como un puente y no como una barrera infranqueable para el movimiento humano". Según Allentoft et al. (2024), la llegada y mezcla de los CHG con las culturas de la estepa caspiana se sitúa alrededor de hace 7,300 años, observada en dos muestras antiguas de Golubaya Krinitsa con un 18–24 % de mezcla.

## Grecia antigua, el Egeo e Italia
Además de contribuir a la población de Europa continental a través de los pastores de la Edad del Bronce (pastores yamnaya), el componentes de los CHG también parece haber llegado de forma independiente al Egeo, sin ascendencia de cazadores-recolectores de Europa Oriental (EHG), aportando aproximadamente entre un 9 % y 32 % de ascendencia a los minoicos. El origen de este componente CHG podría haber sido el centro de Anatolia.
El análisis genético muestra que la ascendencia relacionada con Irán, que estaba extendida en el Egeo durante la Edad del Bronce Medio y asociada a las civilizaciones minoica y micénica, también se había propagado al oeste, alcanzando Sicilia en proporciones sustanciales al menos para la época de los micénicos. Una posibilidad es que esta ascendencia se expandiera hacia el oeste junto con la expansión cultural micénica. La llegada del componente relacionado con CHG en el sur de Italia desde la parte sur de la península de los Balcanes, incluyendo el Peloponeso, es compatible con la identificación de corredores genéticos que vinculan ambas regiones y la presencia de firmas genéticas antiguas de Europa meridional en Italia. Los datos recolectados de individuos de la Edad de Hierro que datan de entre 900 y 200 a. C. (incluido el período romano republicano) muestran un claro cambio de ascendencia con respecto a la Edad del Cobre, interpretado mediante ADMIXTURE como la adición de un componente de ascendencia relacionado con la estepa, y un incremento en el componente neolítico-iranio.

## Asia Central y el subcontinente indio
La ascendencia similar a la de los grupos neolíticos de la meseta irania/CHG es prominente en poblaciones anteriores a la llegada de los pastores esteparios de la Edad del Cobre y la Edad de Bronce (4500–2000 a. C.) en Asia Central, como en el complejo arqueológico Bactria-Margiana (que también presentaba ascendencia relacionada con los agricultores neolíticos de Anatolia). También se encuentra en el noroeste del subcontinente indio, como en sitios en o adyacentes a la civilización del Valle del Indo (que muestran una mezcla de ascendencia relacionada con CHG y con el componente ancestrales de la India meridional). No está claro si la dispersión de la ascendencia relacionada con el CHG/meseta iraní hacia el este hasta el subcontinente indio fue resultado de la migración de agricultores o de una dispersión anterior de cazadores-recolectores que posteriormente adoptaron la agricultura, pero esta dispersión probablemente ocurrió en algún momento antes del 6000 a. C., debido a la ausencia de ascendencia relacionada con agricultores de Anatolia en los antiguos surasiáticos, la cual está presente en la meseta irania después de esta época. Esta ascendencia antes de la llegada de los pastores esteparios relacionada con CHG constituye una proporción significativa de la ascendencia de los surasiáticos modernos. Los pastores de la estepa occidental (WSH), quienes tenían una ascendencia CHG significativa, también migraron más tarde hacia Asia Central y el subcontinente indio.